# Spathiphyllum patinii
Spathiphyllum patinii là một loài thực vật có hoa trong họ Ráy (Araceae). Loài này được (R.Hogg) N.E.Br. miêu tả khoa học đầu tiên năm 1878.